# Torrtjärnet (Gunnarskogs socken, Värmland)
Torrtjärnet är en sjö i Arvika kommun i Värmland och ingår i Göta älvs huvudavrinningsområde.